# Festung Gongsanseong

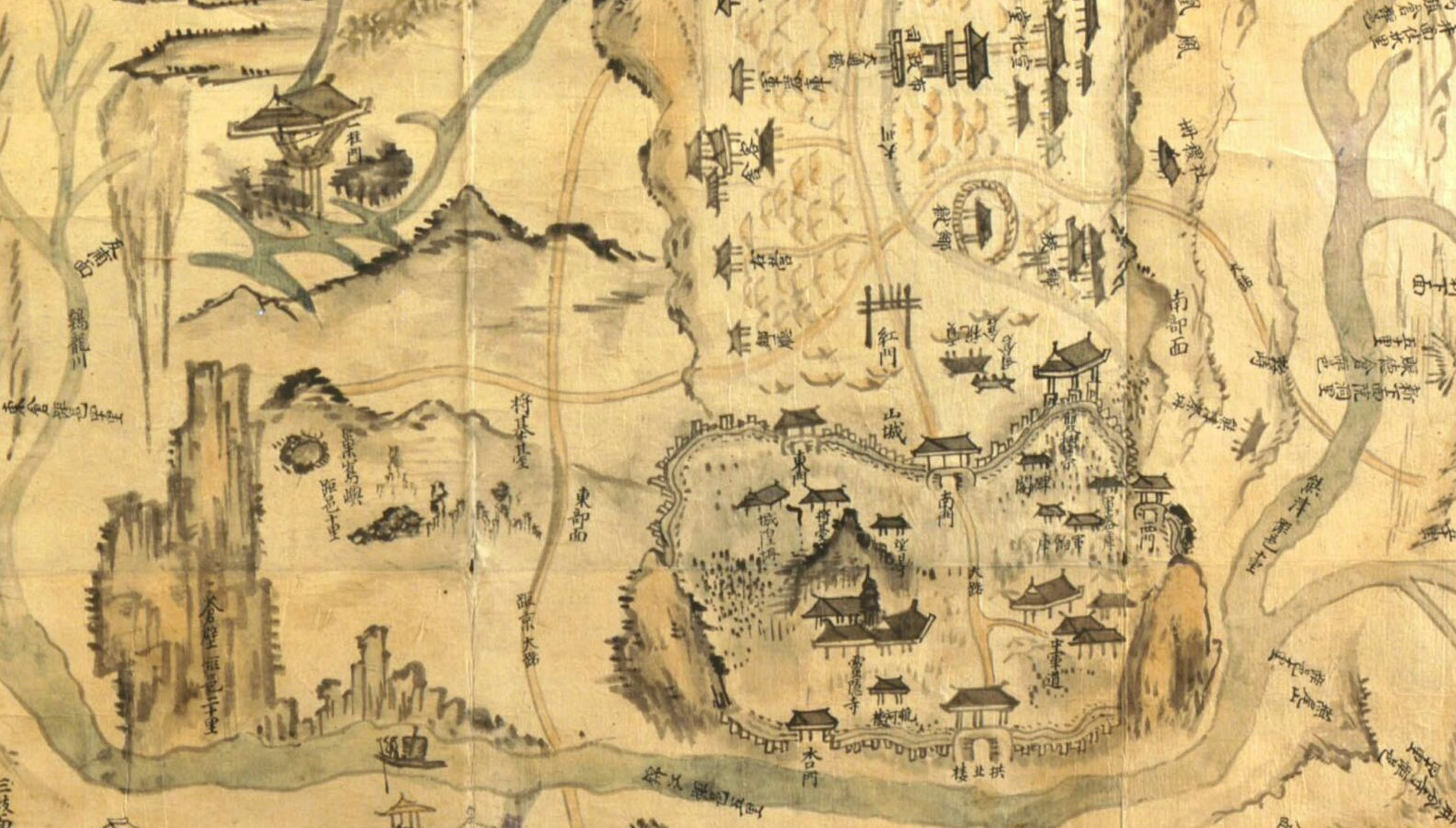
Karte von Gongju aus dem Jahr 1872

Die Festung Gongsanseong (koreanisch: 공주 공산성) ist eine Festungsanlage mit königlichem Palast aus der Ungjin-Periode des Königreichs Baekje (백제), angesiedelt im Südwesten der Koreanischen Halbinsel, einem heutigen Teil Südkoreas.
Die Anlage wurde im Januar 1963 als 12. kulturell bedeutsamer Ort von nationaler Bedeutung in Südkorea unter Denkmalschutz gestellt und am 4. Juli 2015 von der UNESCO unter dem Titel: „Baekje Historic Areas“ in die Liste der Weltkulturerbe aufgenommen.

## Geographie
Die Festung Gongsanseong liegt auf einem mit zwei gleich hohen, 110 m hohen Erhebungen versehenen kleinen Berg, direkt am Ufer des Flusses Geumgang (금강), nordöstlich des Stadtzentrums von Gongju (공주시) in der Provinz Chungcheongnam-do (충청남도). Die Anlage umfasst eine Fläche von 20,31 Hektar. Eine 21,02 Hektar große Schutzzone umgibt das Areal und deckt damit den Rest des kleinen Berges ab. 

Karte mit der Lage der Festung Gongsanseong, der Königlichen Gräber von Songsan-ri und des Nationalmuseums

 Die Festungsmauer hat eine Länge von 2660 m, wovon 1925 m als Steinwall ausgeführt sind und 735 m als Erdwall. Der Palast befand sich auf einer 7000 m2 großen Fläche, auf der Stadt zugewandten Seite im Südlichen Teil der Anlage, wogegen die dem Palast Dienenden nördlich davon an der Uferseite des Geumgang untergebracht waren. Dieser Teil umfasste rund 40.000 m2.
Der Hauptzugang zur Festung liegt heute im Westen der Anlage. Hier befindet sich auch das Haupteingangstor.

## Geschichte
Nachdem die Soldaten des Königs Jangsu (장수왕) (394–491) von Goguryeo (고구려) 475 n. Chr. Teile des nördlichen Baekje eingenommen, die Hauptstadt Hanseong (한성) besetzt und König Gaero (개로왕) (?–475) getötet hatten, entschied sein jüngerer Bruder König Munju (문주왕) (?–477) als Nachfolger noch im selben Jahr den Regierungssitz und damit die Hauptstadt des Reiches nach Ungjin (웅진), dem heutigen Gongju zu verlegen.
Den Vorteil, den Ungjin hatte, war durch den Fluss Geumgang, der sich von Osten kommend in einem rechtwinklig verlaufenden Bogen nach Südwesten um die Stadt legte, der Schutz nach Norden. Der am Fluss liegende Berg gab dem Palast weiteren Schutz. Mit der Verlegung der Hauptstadt nach Ungjin begann auch der Festungsbau um den Palast herum. Während der 64 Jahre dauernden Bestimmung wurde die Festung Ungjinseong (웅진성) genannt.
Nachdem die Hauptstadt von Baekje 538 n. Chr. durch König Seong (성왕) (523–554) nach Sabi (사비), dem heutigen Buyeo (부여) verlegt wurde, nutzte man die Festung Gongsanseong als administrative Einrichtung, um den nördlichen Teil des Königreiches kontrollieren zu können. Nach dem Fall von Baekje im Jahre 660 n. Chr., wurde die Festung als Verwaltungssitz des Distrikts Ungcheon-ju (웅천 주) des Vereinigten Silla genutzt. Während der Zeit der Goryeo-Dynastie (918–1392) (고려) bekam die Festung den Namen Gongjusanseong (공주산성) und war Sitz des Gouverneurs von Ungjin. In der Joseon-Zeit (1392–1910) (조선) wurde die Festung Ssangsusanseong (쌍수산성) genannt und war kurzzeitig der Regierungssitz des König Injo (인조) (1595–1649) während des Aufstandes im Jahr 1624.

## Archäologische Untersuchungen

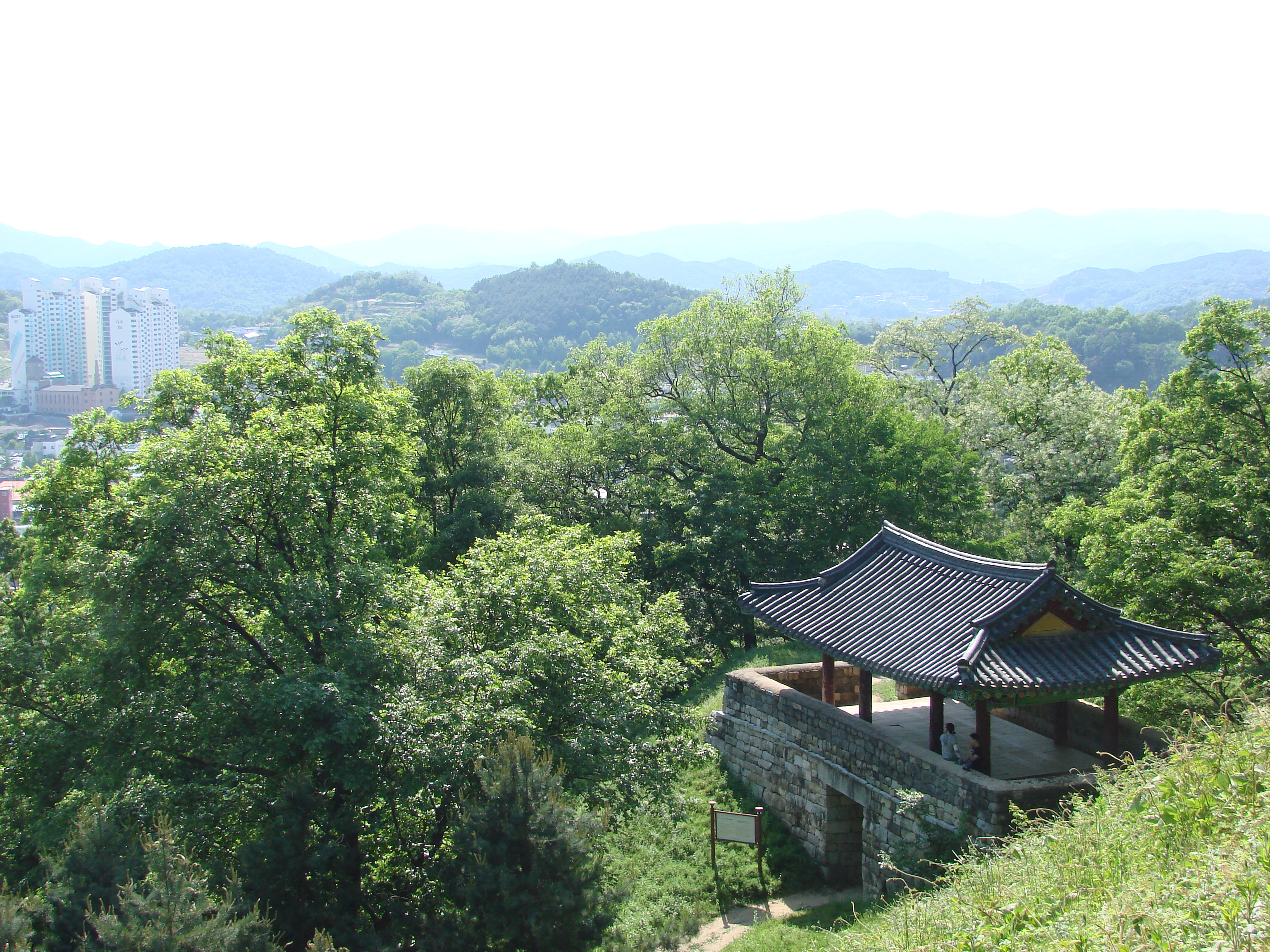
Yeongdongnu, östlicher Gate Pavilion, Aufnahme aus dem Jahr 2008

Die ersten Bestandsaufnahmen historischer Gebäude und Anlagen wurden 1909, während sich Korea unter dem Protektorat durch das japanische Kaiserreich befand, von dem japanischen Architekten Tadashi Sekino vorgenommen. Doch erst in den 1980er Jahren wurden systematische archäologische Untersuchungen auf dem Gelände der Festung durchgeführt.
Von 1980 bis 2013 wurden insgesamt 27 Grabungen vorgenommen. Dabei wurde der Festungscharakter der Anlage festgestellt, Teile des Palastes, verschiedene Gebäude, ein Teich und Wasserspeichereinrichtungen entdeckt. Sie alle stammten aus der Baekje-Zeit.
Der größte Teil der Erdwälle, die aus der Baekje-Zeit stammten, wurden während der Joseon-Zeit mit Steinkonstruktionen verstärkt oder durch diese ersetzt.
Grabungen, die 2005 in dem Bereich der dem Palast zugeordneten Dienst- und Nebengebäude begannen und 2011 und 2012 fortgesetzt wurden, förderten auf einer Fläche von rund 6300 m2 15 Gebäudegrundrisse, verschiedene Treppen, Straßen, Wasserspeicher- und Abflusssysteme zu Tage. Neben verschiedenen anderen Gegenständen wurden in einem Wasserspeicher u. a. eine lackierte Lederrüstung aus dem Jahr 645 n. Chr., eine Rüstung aus Eisen, eine Rüstung für ein Pferd und ein langes Schwert gefunden. Auch ein 3,2 × 3,5 m großen und 2,6 m tiefen Speicher, bei dem die hölzernen Wände ausgesprochen gut erhalten waren, konnten frei gelegt werden.

## Öffentlicher Zugang

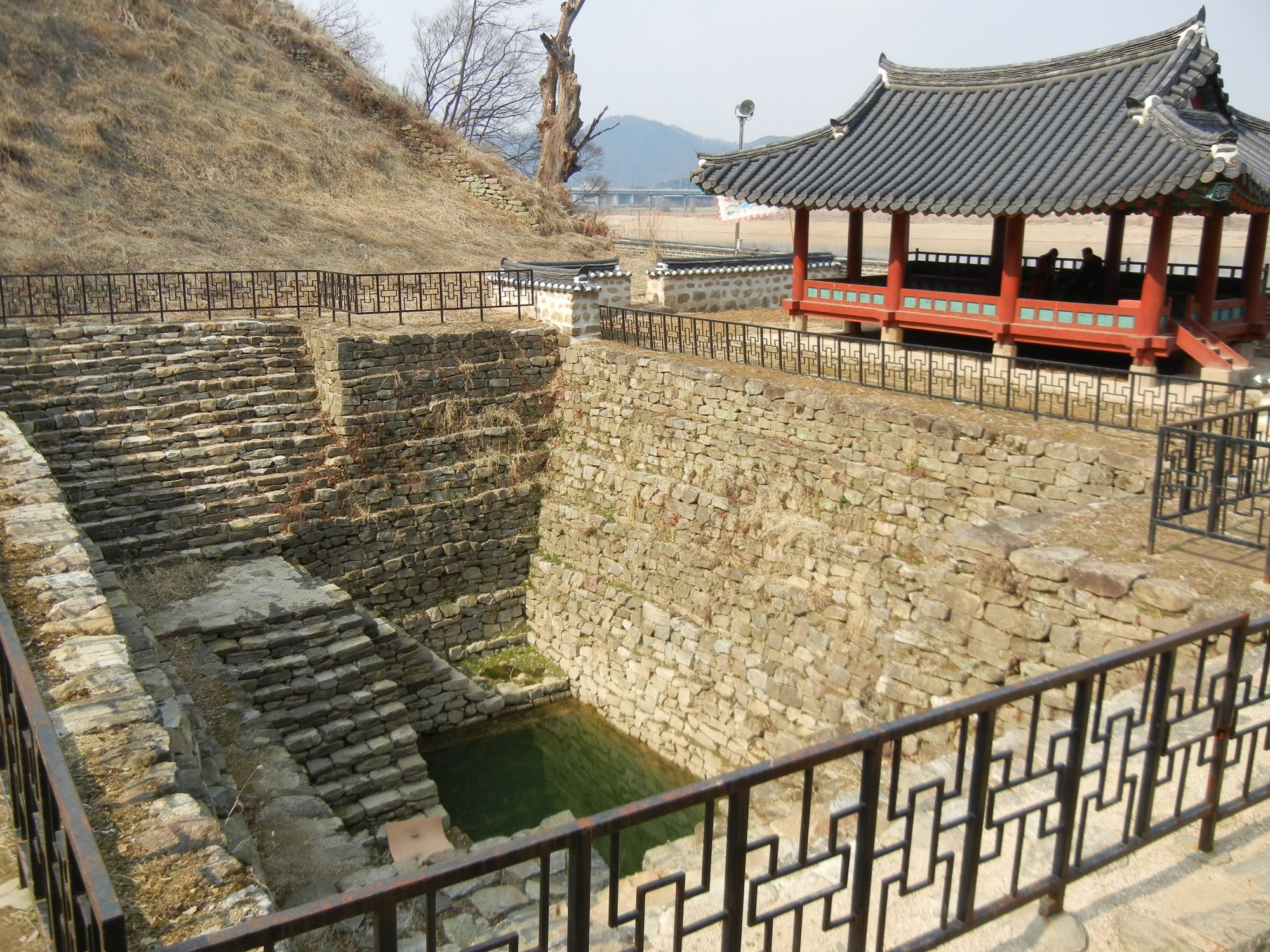
Teich in der Festungsanlage

97,6 % der Festung befindet sich in staatlichem Besitz, der Rest in Privatbesitz. Trotzdem kann die gesamte Festungsanlage bis auf einige wenige Festtage ganzjährig zu den normalen Öffnungszeiten besucht werden. In den Jahren 2008 bis 2012 kamen durchschnittlich rund 220.000 Besucher.